# 몬타누스파
몬타누스파(Montanist, 몬타니스트)는 2세기 소아시아에 있었던 기독교의 일파이다. 창시자인 몬타누스(Montanus)의 이름을 따서 몬타누스주의(Montanism)라고도 하며, 주류파로부터 이단으로 취급되었다.
세례 시 그들은 방언을 하고 예언을 했다. 예수가 약속한 보혜사인 성령이 그들을 통해 그러한 은사들을 준다고 주장했다. 몬타누스와 그의 두 여제자들은 자신들이 성령의 대변인이라고 믿었다. 그들의 예언 중에는 예수의 재림이 임박했다는 경고도 있었다. 교회에서의 의식들이 엄격히 실행되지 않을 때 그들 중에는 신자의 보다 더 거룩한 삶을 강조하는 이들이 생겼다. 터툴리안이 몬타누스파가 되었을 때 그들은 가장 이름있는 개종자를 확보하게 되었다.

## 같이 보기
- 카리스마적 기독교
- 오순절주의